# 托雷洪西略
托雷洪西略，是西班牙埃斯特雷马杜拉卡塞雷斯省的一个市镇。总面积95平方公里，总人口3404人（2001年），人口密度36人/平方公里。